# Lidingö kommun
59°22′N 18°09′Ø / 59.367°N 18.150°Ø
Lidingö kommune ligger i Stockholms län i Uppland i  Sverige. Kommunens administrationscenter ligger i Lidingö. Lidingö er en del af  storbyområdet omkring Stockholm (Storstockholm).
Lidingöbanan (sporvognslinje 21) går fra Ropsten på Stockholmssiden til Gåshaga på øen Lidingö.
Næst efter Stockholm har Lidingö den højeste tæthed af ambassader og konsulater. Albanien, Angola, Bahamas, Bolivia, El Salvador, Eritrea, Honduras, Iran, Congo, Ukraine, Hviderusland og Zimbabwe har ambassade eller konsulat i kommunen. Desuden har flere lande deres ambassadørboliger på Lidingö.

## Byer
Lidingö kommune har tre byer.
indbyggere pr. 31. december 2005.
| #  | By              | Indbyggere |
| -- | --------------- | ---------- |
| 1. | Lidingö         | 30.357     |
| 2. | Brevik          | 8.024      |
| 3. | Sticklinge udde | 2.937      |

## Venskabsbyer
Lidingö har tre venskabsbyer:
- Lojo (fi: Lohja),  Finland
- Alameda, Californien, USA
- Saldus,  Letland

## Eksterne kilder og henvisninger
- Lidingö